# Bamlak Tessema Weyesa

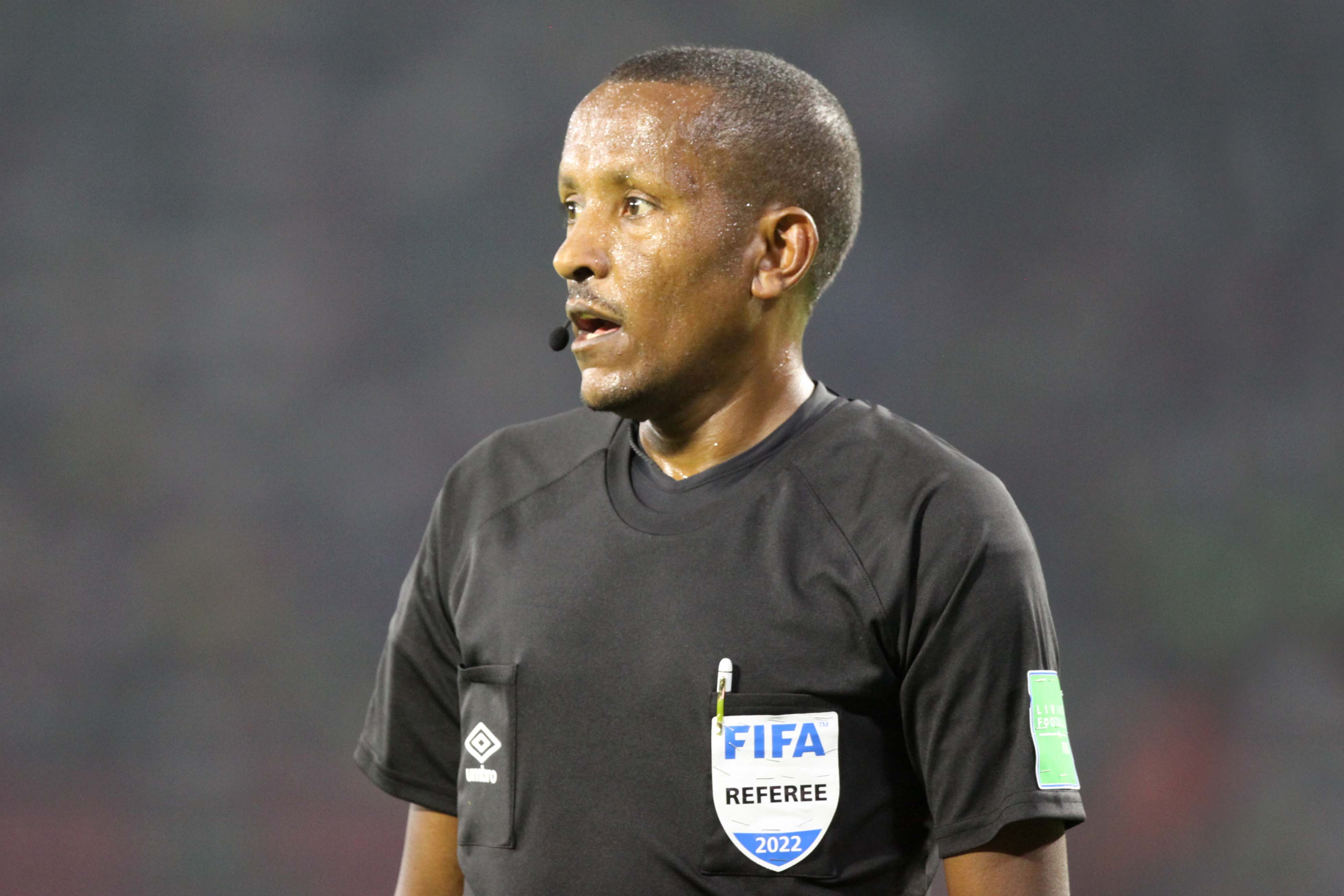
Bamlak Tessema Weyesa (2022)

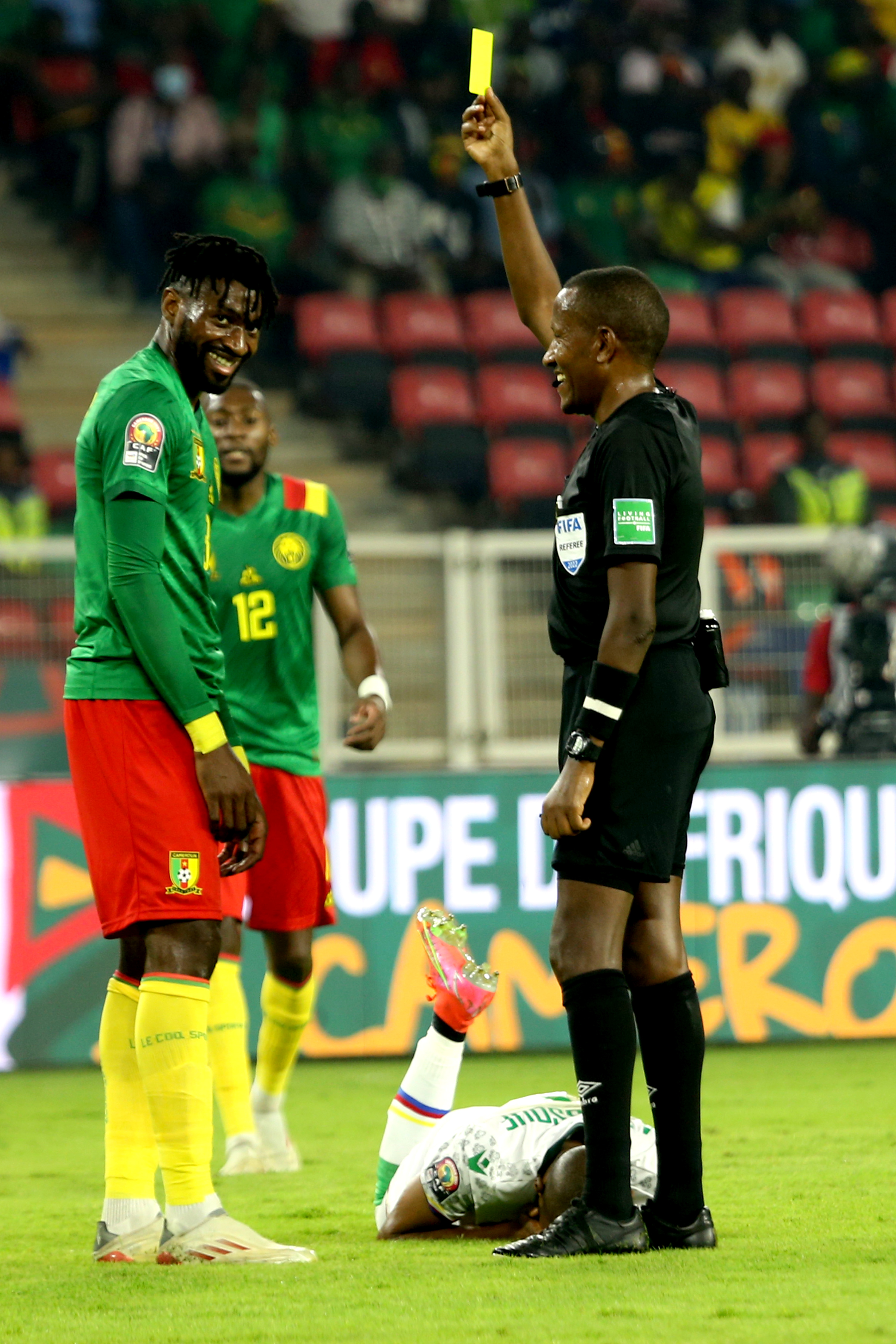
Tessema Weyesa sanktioniert Frank Anguissa

Bamlak Tessema Weyesa (amharisch ባምላክ ተሰማ ወዬሳ; * 30. Dezember 1980 in Addis Abeba) ist ein äthiopischer Fußballschiedsrichter.

## Werdegang
Bamlak Tessema Weyesa steht seit 2009 auf der Liste der FIFA-Schiedsrichter und leitet damit internationale Partien. Seitdem war er unter anderem beim afrikanischen Qualifikationsturnier zur Weltmeisterschaft 2014, der U-17-Weltmeisterschaft 2017 in Indien und der FIFA-Klub-Weltmeisterschaft 2018 in den Vereinigten Arabischen Emiraten im Einsatz. Bei der U-20-Weltmeisterschaft 2017 in Südkorea fungierte er als Vierter Offizieller.
2018 wurde Tessema Weyesa von der FIFA für die Weltmeisterschaft 2018 in Russland nominiert. Er leitete keine Spiele, fungierte jedoch viermal als Vierter Offizieller.
Für das olympische Fußballturnier 2021 wurde er als einer von 25 Hauptschiedsrichtern nominiert und leitete in Japan insgesamt drei Begegnungen, darunter das Spiel um die Bronzemedaille.

## Einsätze beim olympischen Fußballturnier 2021
| Phase           | Datum          | Spielort | Heimmannschaft | Gastmannschaft | Ergebnis  |
| --------------- | -------------- | -------- | -------------- | -------------- | --------- |
| Gruppenphase    | 25. Juli 2021  | Sapporo  | Australien     | Spanien        | 0:1 (0:0) |
| Gruppenphase    | 28. Juli 2021  | Saitama  | Saudi-Arabien  | Brasilien      | 1:3 (1:1) |
| Spiel um Bronze | 6. August 2021 | Saitama  | Mexiko         | Japan          | 3:1 (2:0) |